# Эраклея
Эраклея (итал. Eraclea) — коммуна в Италии, располагается в провинции Венеция одноимённой области.

## История
На территории коммуны, в нескольких километрах к северу от одноимённого современного поселения, находилась историческая Эраклея (Гераклея), первая столица Венецианской республики. Названа в честь византийского императора Ираклия I, который отстроил здесь город как потенциальную столицу быстро растущей тогда византийской фемы Далмации, после крещения сербов в 626 году и получения ими статуса foederati.  По легенде, в 697 году на собрании жителей лагуны здесь был избран первый дож Паоло Лучио Анафесто. В 742 году Теодато Ипато, 4-й дож, перенёс свою резиденцию из Эраклеи в Маламокко на Лидо, откуда лишь в 811 году она была перенесена в Риальто. 
Покровительницей коммуны почитается Пресвятая Богородица (Santa Maria Concetta), празднование 8 декабря.
Уроженцем Эраклеи был святой Тициан, известный также как Тициан из Одерцо — по городу, где он был епископом более чем 30 лет и там же умер в 632 (или 650) году.

## Демография
Динамика населения:

## Администрация коммуны
- Официальный сайт: http://www.comune.eraclea.ve.it/ Архивная копия от 26 августа 2011 на Wayback Machine